# Ján Harbuľák (1962)
Ján Harbuľák (28. prosince 1962 Michalovce – 8. září 2017 Nitra) byl slovenský fotbalový záložník. Jeho syn Ján Harbuľák je také fotbalistou.

## Fotbalová kariéra
V československé lize hrál za Plastiku Nitra. V československé lize nastoupil v 46 utkáních a dal 2 góly. V nižší soutěži hrál za VTJ Tábor.

## Ligová bilance
| Ročník                                   | Zápasy | Góly | Klub           |
| ---------------------------------------- | ------ | ---- | -------------- |
| 1. československá fotbalová liga 1986/87 | 21     | 1    | Plastika Nitra |
| 1. československá fotbalová liga 1987/88 | 22     | 1    | Plastika Nitra |
| 1. československá fotbalová liga 1988/89 | 1      | 0    | Plastika Nitra |
| 1. československá fotbalová liga 1989/90 | 2      | 0    | Plastika Nitra |
| LIGA CELKEM                              | 46     | 2    |                |